# ARU TV
ARU TV — запущенный в конце января 2015 года русскоязычный общественно-политический интернет-канал, основной целью которого является противостояние официальной российской пропаганде в Восточной Европе. Проект ориентирован на жителей России, а также на русскоговорящее население Белоруссии, Украины и стран Балтии.

## Контент
В настоящий момент ARU TV предлагает пять регулярно выходящих передач:
- «Разноцветные новости» — авторская передача журналиста Артемия Троицкого, посвящённая обзору самых важных событий недели.
- «Время врать» — анимационный скетч в жанре политической сатиры, пародирующий пропагандистские методы работы государственных СМИ.
- «Эксперт» — комментарии и прогнозы авторитетных аналитиков по поводу наиболее актуальных тем.
- «Ватные вести» — сатирический дайджест новостей из области российской, украинской и белорусской политики, пародирующий восприятие пропагандистских материалов их стереотипной целевой аудиторией.
- «Трэш-парад» — ежеквартальный сатирический рейтинг наиболее абсурдных общественно-политических событий постсоветского региона.

Помимо видеоконтента сайт ARU TV также включает в себя ленту новостей.

## Коллектив
По сообщению интернет-издания DELFI, над ARU TV работают специалисты в области медиа и коммуникации из России и других стран постсоветского пространства. Проект возглавляет белорусский интернет-продюсер Павел Морозов, получивший политическое убежище в Эстонии после попыток властей Белоруссии привлечь его к уголовной ответственности по скандальному делу «Мультклуба». С момента запуска с каналом сотрудничает известный российский журналист Артемий Троицкий, ведущий на нём авторские передачи «Разноцветные новости» и «Трэш-парад».
Главный офис ARU TV находится в Таллине, Эстония. Как пояснил создатель канала, «базируясь в Эстонии, проект может свободно знакомить аудиторию с альтернативной точкой зрения на происходящие события — в отличие от России и Белоруссии, где независимые СМИ все чаще подвергаются давлению».

## Вещание
До апреля 2015 года канал работал в пилотном режиме, после чего руководство проекта планировало увеличить объёмы вещания.
В настоящее время передачи ARU TV размещаются на его официальном сайте, YouTube-канале и в социальных сетях. Часть производимого каналом контента ретранслируется изданиями-партнерами: «Новой газетой» (Россия), кабельным каналом Espreso TV (Украина), порталами DELFI (Литва) и BDG (Белоруссия).